# بمب لوله‌ای

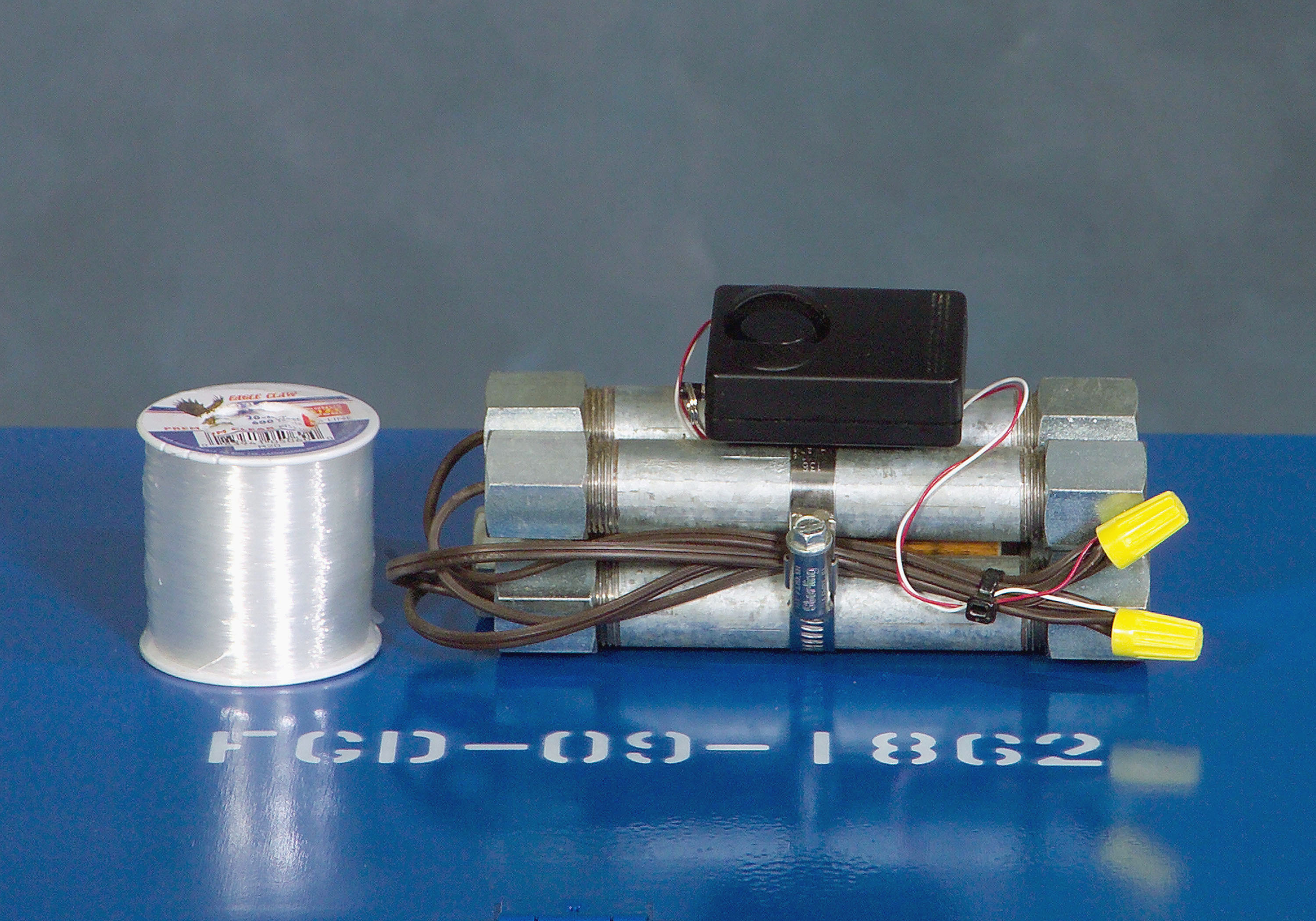

بمب لوله‌ای (به انگلیسی: Pipebomb) نوعی بمب دستی بسیار ساده و در عین حال قدرتمند است که به نوعی شناسنامه برای آنارشیستهای جهان تبدیل شده‌است. این بمب در حقیقت یک سلاح ضد نفر با قدرت پرتاب ترکش با سرعت بالا است و بسته به اندازه آن و نوع مواد منفجره بکار رفته در آن، قدرتی بین یک نارنجک دستی تا یک گلوله توپ جنگی دارد.

## طرح
بمب مامولاّ بخش کوتاهی از لوله فولادی آب حاوی مواد منفجره است و در دو انتها با سرپوش های فولادی  یا برنجی بسته میشود. فیوز از سوراخ های سرپوش وارد میشود. فیوز میتواند برقی باشد، مانند سیم هایی که به تایمر و باتری وصل میشوند یا میتواند یک فیوز معمولی مانند فیتیله باشد
به طور کلی مواد منفجره قوی مانند TNT استفاده نمیشود زیرا تهیه  چاشنی های مورد نیاز انها برای کاربران غیردولتی دشوار است
فشار گاز این مواد منفجره به قدری قوی است که نیازی به مهار شدن توسط لوله بمب ندارند
در عوض هرنوع مخلوط یا ماده انفجاری که سازنده بتواند تهیه کند یا بسازد، استفاده میشود برخی مخلوط های منفجره مانند باروت ، سرکبریت یا مخلوط های کلرات ، که در اثر اصطکاک و الکتریسته ساکن و جرقه های ایجاد شده در هنگام بسته بندی مواد بسیار مستعد اشتعال هستند که باعث صدمات یا مرگ های زیادی میشوند. در میان سازندگان گاهی اوقات اجسام تیز مانند میخ و تکه فلز تیز و یا شیشه شکسته اضافه میشود تا صدمات احتمالی جراحت و مرگ بیشتر شود